# Doprovodný stíhač

Skupina strojů P-51 Mustang, jedné z nejznámějších doprovodných stíhaček druhé světové války.

Doprovodné stíhačky (anglicky escort fighter) jsou vojenská letadla, jejichž primárním úkolem je letět společně s vlastními bombardovacími letouny a chránit je. Typickými příklady jsou např. P-51 Mustang, Lockheed P-38 Lightning a další.
Již v meziválečném období byly některé stroje upravovány tak, aby mohly být nesené mateřským letounem, který měly ochraňovat; např. sovětské sestavy nazývané Zvěno (roj) nebo speciální americký poválečný letounek Goblin.
V současné době[kdy?] se jako doprovodné stíhače používají víceúčelové stroje jako je F/A-18 Hornet.